# 東洋電装 (広島市の企業)
東洋電装株式会社(とうようでんそう、Toyo Denso Co.,Ltd.)は、広島県広島市安佐南区に本社を置く中小企業である。創業者は桑原敏彦。
東京都港区に本社のある東洋電装株式会社、神奈川県横浜市に本社のある東洋電装株式会社は、無関係の別法人である。

## 概説
東洋電装株式会社は1973年12月広島県広島市西区己斐中にて桑原敏彦により設立された。東洋電装株式会社は配電盤及び自動制御盤の設計を主な事業としてスタートした企業であり、現在では制御盤事業だけでなくインフラネットワーク事業、介護福祉システム事業など多岐に渡る事業展開を行っている。
具体的には水道局向け制御盤や電源切替盤などの公共システム、高速道路の路側情報伝送装置や社会インフラ用の無線LANを使ったネットワーク関連のコンサルティング、設計、構築、運用・保守などを行っている。新名神高速道路にて新技術である自動式ロボットカメラなどを作動させる際に必要なネットワーク構築において無線LANの技術提供及び機器提供を行っている。
介護福祉システム事業としては、みまもりシートセンサーとそのオプション機器の製造・販売も行っており、介護施設のネットワーク構築にも携わっている。
モノづくり企業として、顧客の目的や要望に合わせた一貫対応（製品開発やカスタマイズ対応など）を実施することを信条としている。

## 沿革
- 1973年（昭和48年）12月 - 広島県広島市西区己斐中に「東洋電装株式会社」を設立（資本金300万円)主に配電盤及び自動制御盤の設計を行う
- 1975年（昭和50年）6月 - 資本金を460万円に増資
- 1979年（昭和54年）5月 - 広島県広島市安佐南区西原9丁目に自社工場を新設し本社も同時移転
- 1996年（平成8年）3月 - 資本金を1,015万円に増資
- 2000年（平成12年）4月 - （社）公共建築協会の制御盤製造評価の認定を受ける
- 2003年（平成15年）12月 - 広島県広島市安佐南区緑井に敷地1,000m2の自社工場を建設。本社・工場同時移転
- 2009年（平成21年）6月 - ISO9001 取得
- 2010年（平成22年）11月 - 福岡営業所開設（2015年閉鎖）
- 2011年（平成23年）4月 - 八木検査場開設
- 2013年（平成25年）11月 - 東日本営業所開設
- 2014年（平成26年）10月 - 関西営業所開設
- 2015年（平成27年）4月 - バロ電機工業株式会社をM&A
- 2016年（平成28年）7月 - ISO14001 取得
- 2017年（平成29年）12月 - 地域未来牽引企業に選定
- 2018年（平成30年）6月 - 東京都千代田区に東日本営業所を移転それに伴い東日本営業所及び関西営業所を東京Officeと神戸Officeへ名称変更。株式会社TD衛星通信システムを設立
- 2018年（平成30年）9月 - 2018年度広島県働き方改革実践企業に認定
- 2019年（令和1年）11月 - 株式会社まもるーのを設立
- 2021年（令和3年）8月 - ISO27001 取得
- 2021年（令和3年）12月 - ホールディング化に伴い持株会社の株式会社TD Holdingsを設立。株式会社まもるーのを株式会社ZIPCAREへ社名変更。広島市安佐北区可部に可部事業所を新設
- 2022年（令和4年）2月 - 可部事業所を「DX工場」としてオープン。工場見学の受け入れ開始

## CI
本節では、ロゴマークの変遷など、東洋電装株式会社のコーポレートアイデンティティについて記す。
ロゴマークの変遷
開業初期 - 2015年
英字表記での「TOYO Denso」を採用

2015年 -
東洋電装の英字表記からTとDを用いて、革新的でパワーがある黄色をモチーフにロゴを刷新している。

## 事業所及び営業所
- 本社 - 広島県安佐南区緑井
- 工場 - 広島県安佐南区緑井
- 東京Office - 東京都千代田区神田佐久間町
- 神戸Office - 兵庫県神戸市和田山通

## 事業及び部署
- 制御盤システム事業
- 空調システム事業
- 高速道路システム事業
- IoTシステム開発事業
- 介護医療システム事業

の5事業から成る。
また、東洋電装株式会社では組織体制として役職制ではなく、リーダー制を採用している。

## 社内報
東洋電装株式会社では社内報「たまごとじ」を自社製作して毎月１回発行し、社員の家族や関係会社、取引先などにも送付している。
- 「たまごとじ」の名前は「社員それぞれの個性をたまごで綴じて社員の家族に食べやすくお届けする」ということに由来する。
- 2015年6月号から社内報「たまごとじ」の発行がスタートし、現在に至る。中小企業では自社製作の社内報を発行している会社は珍しい。
- 「たまごとじ」は国立国会図書館へ納本されている[2]。

## 関連会社
- バロ電機工業株式会社
- 株式会社TD衛星通信システム

## 過去の主な広告・販売推進・記事など
- 日刊工業新聞 - 2012年9月5日、2013年1月7日、2013年9月25日、2014年5月25日、2014年5月27日、2014年9月3日、2015年5月25日、2015年5月31日、2015年9月24日
- 広島経済レポート - 2012年10月11日、2014年11月13日、2014年11月27日、2015年6月4日、2015年11月19日、2016年6月23日、2016年9月25日
- 中国新聞 - 2015年4月2日、2017年3月8日
- 経済レポート - 2015年8月25日、2016年3月15日、2016年3月22日、2016年5月24日、2016年7月5日、2016年12月13日、2017年1月17日、2017年7月18日
- シルバー新報 - 2015年10月16日
- 朝日新聞 - 2016年3月17日
- 中小機構 - 2017年1月1日[3]
- 旬刊高速道路 - 2015年3月30日
- ひろしん事業応援ニュース - 2013年8月20日
- TSS 情熱企業〜新たなる価値の創造〜 - 2017年7月23日[4]
- HOME ひろしま県民テレビ - 2018年4月20日[5]